# Tramvajová doprava v Görlitzu

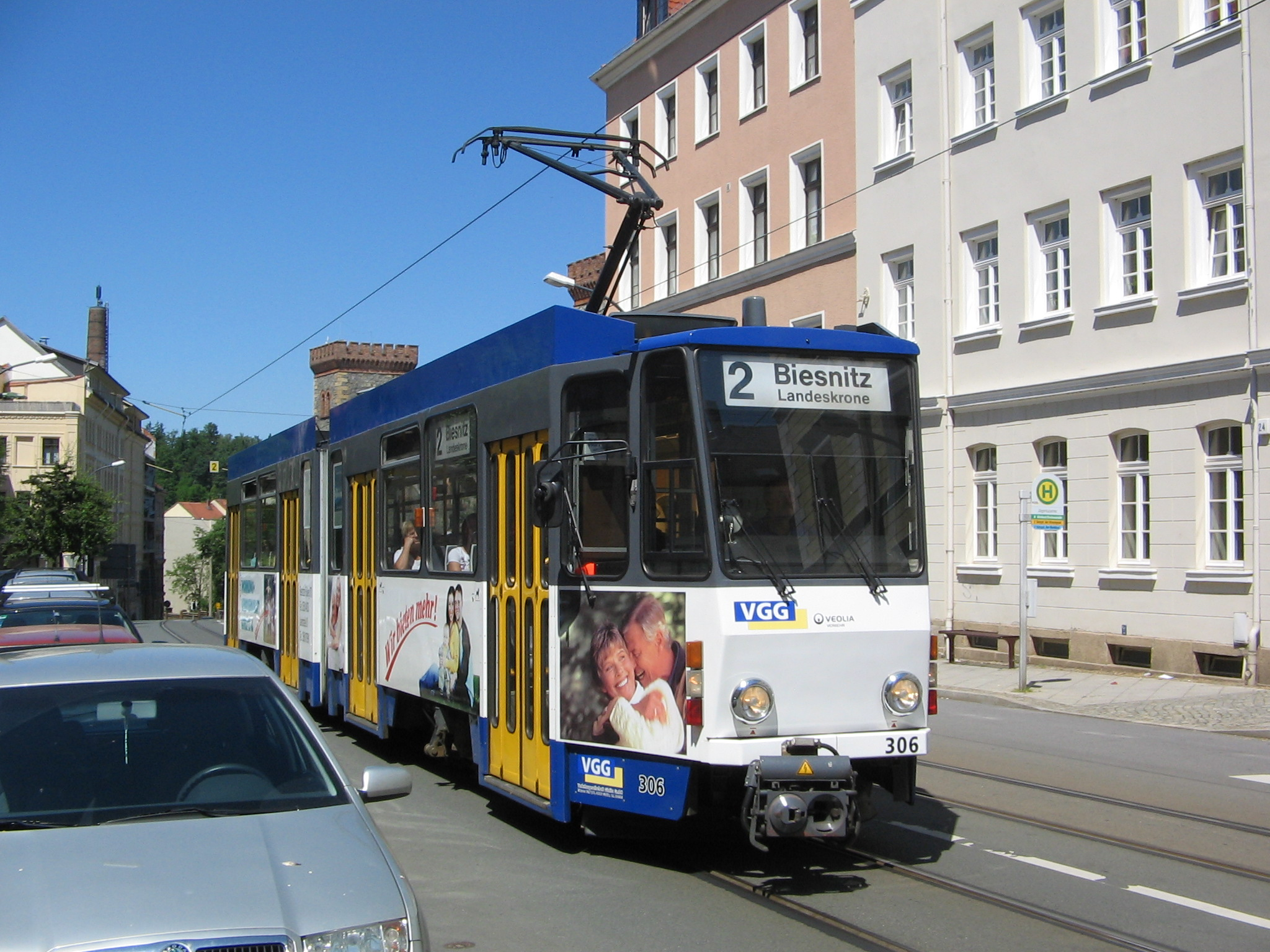
Vůz Tatra KT4Dt v Görlitzu

Tramvajovou dopravu v Görlitzu provozuje podnik Görlitzer Verkehrsbetriebe GmbH, jehož linky jsou začleněny v integrovaném dopravním systému ZVON.

## Historie
První koněspřežné normálněrozchodné tramvaje vyjely do ulic Görlitze roku 1882. Provoz elektrických tramvají začal roku 1897. Následně byly trasy přestavěny na metrový rozchod, aby se mohly snáze rozšiřovat do středu města. Po druhé světové válce se obnovily pouze tramvajové tratě na německé straně Lužické Nisy.

## Provoz

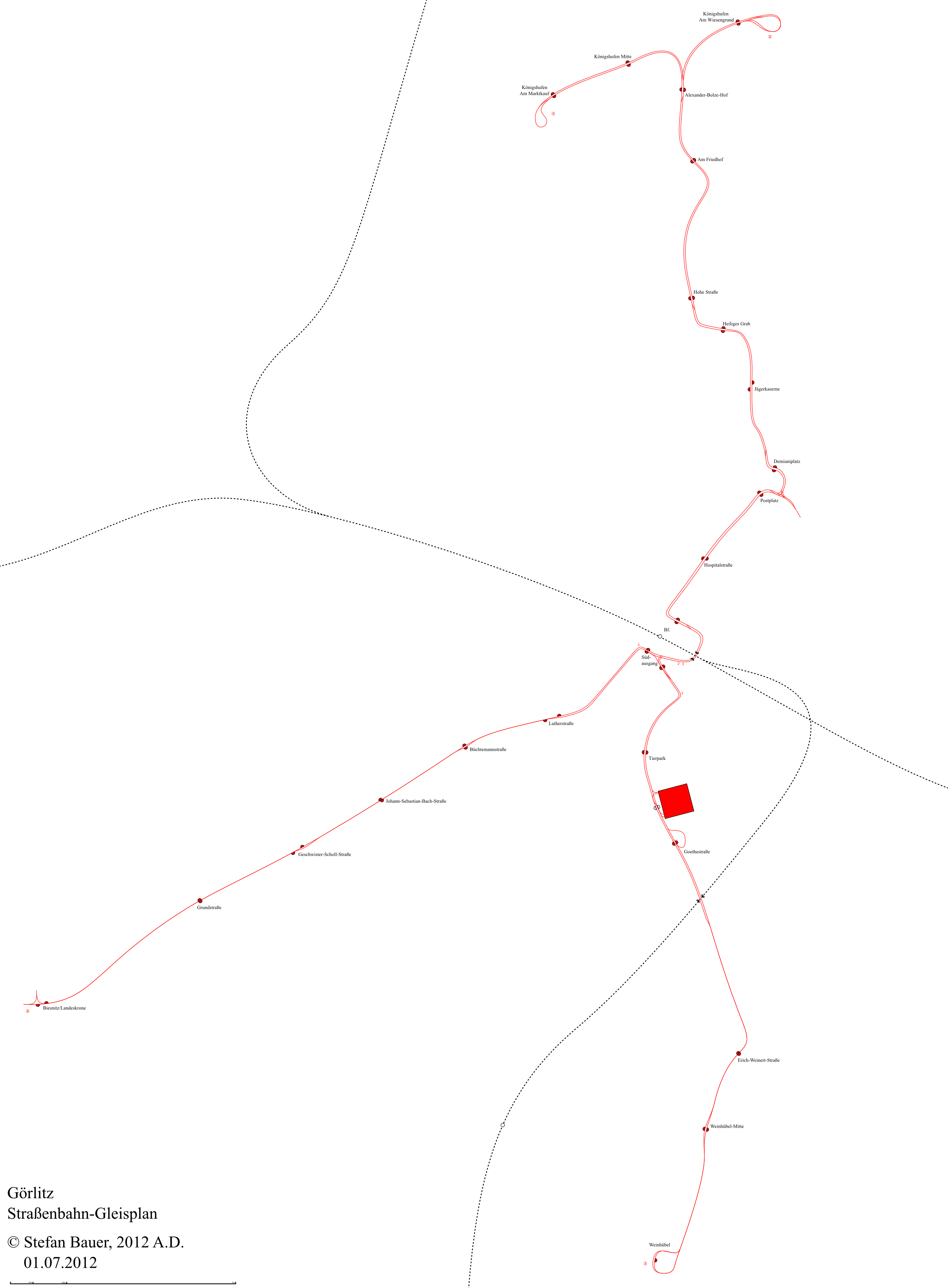
Linkové vedení tramvají v Görlitzu.

Tramvajové linky

V tuto chvíli má Görlitz 2 linky, délka linek činí dohromady asi 13 km, 25 zastávek. Linka číslo 1 vede od severovýchodu města, od obchodního centra Neißepark na jihozápad města do městské části Weinhübel. Linka číslo 2 vede od severozápadu města na jihozápad asi do vzdálenosti jako linka 1, do malebné rodinné zástavby Landeskrone. Obě linky se setkávají na severu. Linka 1 po dvou zastávkách, linka 2 po jedné zastávce. Linky pokračují společně až za hlavní nádraží, kde se oddělují. Linka 1 pokračuje asi kilometr po dvoukolejné trati, pak se mění pouze na jednokolejnou trať s jednou výhybnou uprostřed dvoukilometrového jednokolejného úseku, který vede až do konce linky. Linka 2 má jedokolejný úsek o trochu delší, asi 3 km. Má dvě výhybny a konec linky je zajímavý vratným trojúhelníkem, který je v Görlitzu jediný. 
Görlitz má jedinou vozovnu na dvoukolejném úseku linky 1 na jihozápadě města. Vozovna vypravuje v pracovní dny 9 tramvají, v sobotu a neděli o něco méně.

## Vozový park
Z jediné vozovny se vypravuje typ KT4D z produkce Tatra Smíchov. V šesti letech je v plánu zakoupit novější a nízkopodlažní vozy.
| Obrázek | Typ       | Modifikace a podtypy | Počet k 10. 2. 2021 |
|         | Tatra KT4 | Tatra KT4DMC         | 14                  |